# Westfälische Beutelwurst
Westfälische Beutelwurst ist eine Kochwurst mit Nährmitteln.
Die Hauptzutaten sind Speck, Schweineblut und Roggenschrot. Zur Vorbereitung lässt man den Schrot in Wurstbrühe ausquellen. Anschließend zerkleinert man ihn mit dem Blut im Kutter zu einer glatten Masse. Darunter mengt man zerkleinerte Zwiebel und den gewürfelten Speck, den man zuvor mit den typischen Gewürzen Nitritpökelsalz, Pfeffer, Piment, Gewürznelke, Muskat, Majoran und Zimt vermischt hat. Anschließend füllt man die Masse in Leinenbeutel, von denen sich der Name ableitet, oder Schweinebutten (Blinddarm). Diese Würste gart man anschließend und lässt sie vor dem Verzehr auskühlen.
Eine ähnliche Variante ist die Rosinenbeutelwurst. Dafür wird der Speck teilweise durch zerkleinerte Schweinemaske ersetzt und man gibt Rosinen statt Roggenschrot hinzu. Die Wurst wird in Kunstdarm abgefüllt und gegart.

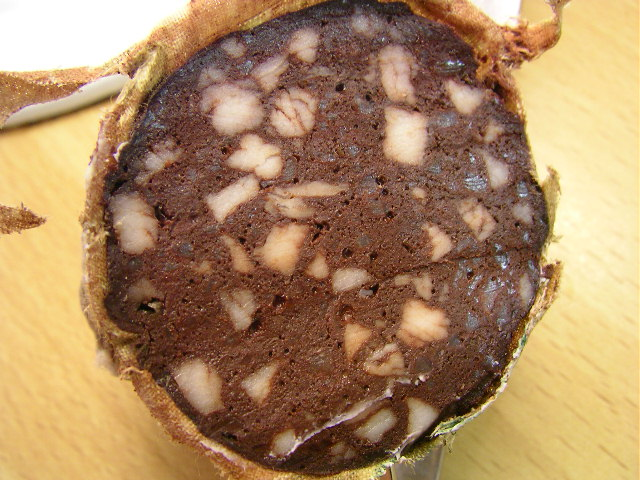
Beutelwurst mit Speck

## Ähnliche Produkte
- Möpkenbrot
- Wurstebrot